# 圣母大殿
圣母大殿（義大利語：Basilica di Santa Maria Maggiore）位于意大利罗马，是天主教會的四座特级宗座圣殿之一，另外三座是拉特朗圣若望大殿、城外圣保禄大殿和圣伯多禄大殿。

## 历史
在13世纪时传说，公元4世纪的盛夏，圣母玛利亚托梦给教宗利伯略，让他在下雪之处建立一座修道院以显示圣母的荣耀。结果第二天早晨埃斯奎利诺山上落下了雪，教宗遂命人在此建立起教堂，故教堂又名聖母雪地殿。如今，该教堂还有洒落白玫瑰花花瓣以象征这一圣迹的活动。该教堂也是世界上第一个以圣母命名的教堂，自从该教堂建成以后历尽多次改建，因而该教堂也包含了多种艺术风格。
根据考证，该教堂大约建于公元四世纪，在教宗西斯笃三世任内被重建。该教堂曾经拥有过多个名字，如Santa Maria della Neve (圣玛利亚之雪)， Santa Maria Liberiana（圣玛丽娅利伯略）。在获得了圣婴摇篮（Holy Crib）之后，又改名为Santa Maria Del Presepe (圣玛丽亚摇篮)。因为它是罗马以圣母玛利亚命名的教堂中最大的，所以获得了现在的名字。18世纪时该教堂经历了一次大修，现在所看到的外表基本都是修缮后的产物。

## 结构
教堂正面的墙上有一尊西班牙国王菲利普四世的雕像，这是为了纪念他对于该教堂的捐助。教堂的主体结构是其5世纪被建造的时候确立的，包括一段以马赛克装饰的中殿和圆形后殿。最初的马赛克装饰只有部分留存了下来，损毁的那些有一部分在 16世纪时被图画替换了。主殿长86米，两边是36根大理石石柱和4根花岗岩石柱，这些圆柱在18世纪的修复中被替换掉。13世纪中为教堂修建了一座高75米的钟楼，在被一场地震毁掉之后又重建于14世纪，钟楼内的五口钟会在每天晚上9点响起以提示人们做祷告。鎏金天花板修建于15世纪，所用的黄金来自于美洲。16世纪中，Flaminio Ponzio设计建造了埋葬着教宗保祿五世的巴洛克风格保祿小堂后殿的马赛克壁画完成于13世纪，描述的是圣母加冕（Coronation of the Virgin）。正殿的中央是一座专供教宗或被其授权的神职人员使用的祭坛，一般说来，该祭坛会在每年8月15日，也就是圣母升天节的群众性纪念活动中被使用到。该教堂还有一座伯利恒地下室，其内安放着银制的圣婴摇篮和金制马槽，还埋葬有圣徒熱羅尼莫、教宗庇護五世和教宗方济各。

## 画廊

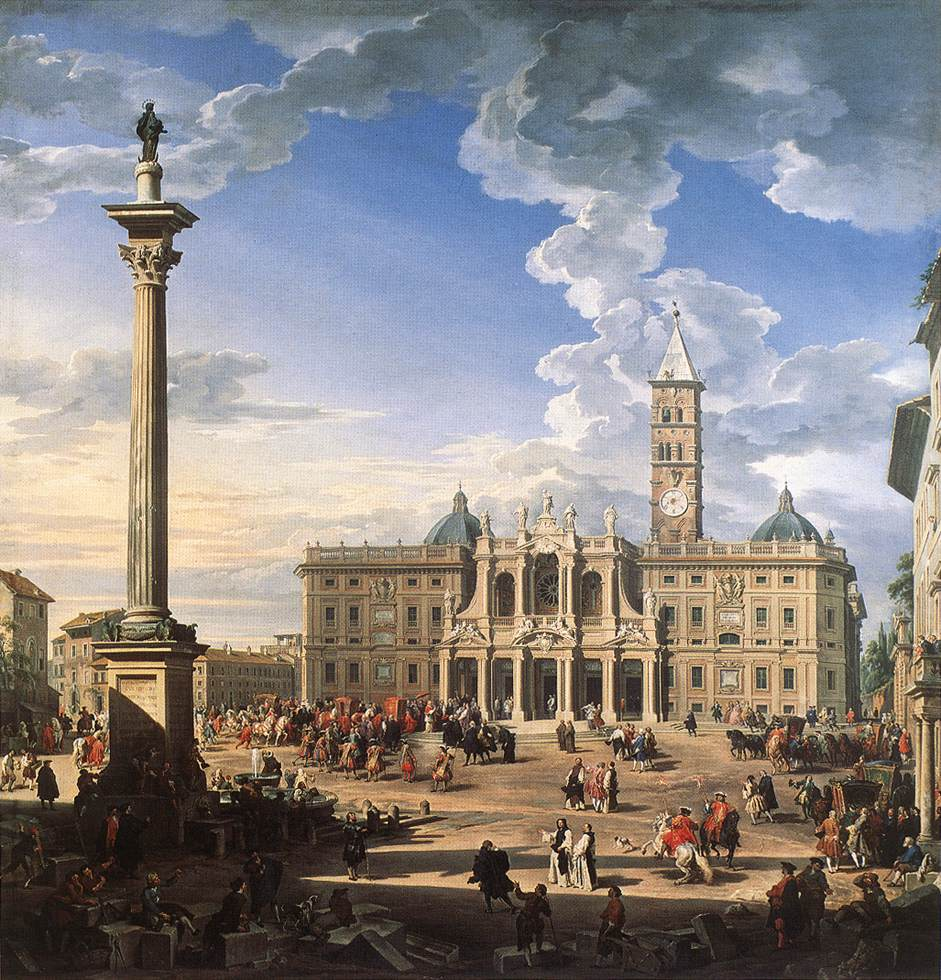
17世纪时的马杰奥尔圣母玛利亚大教堂及其广场
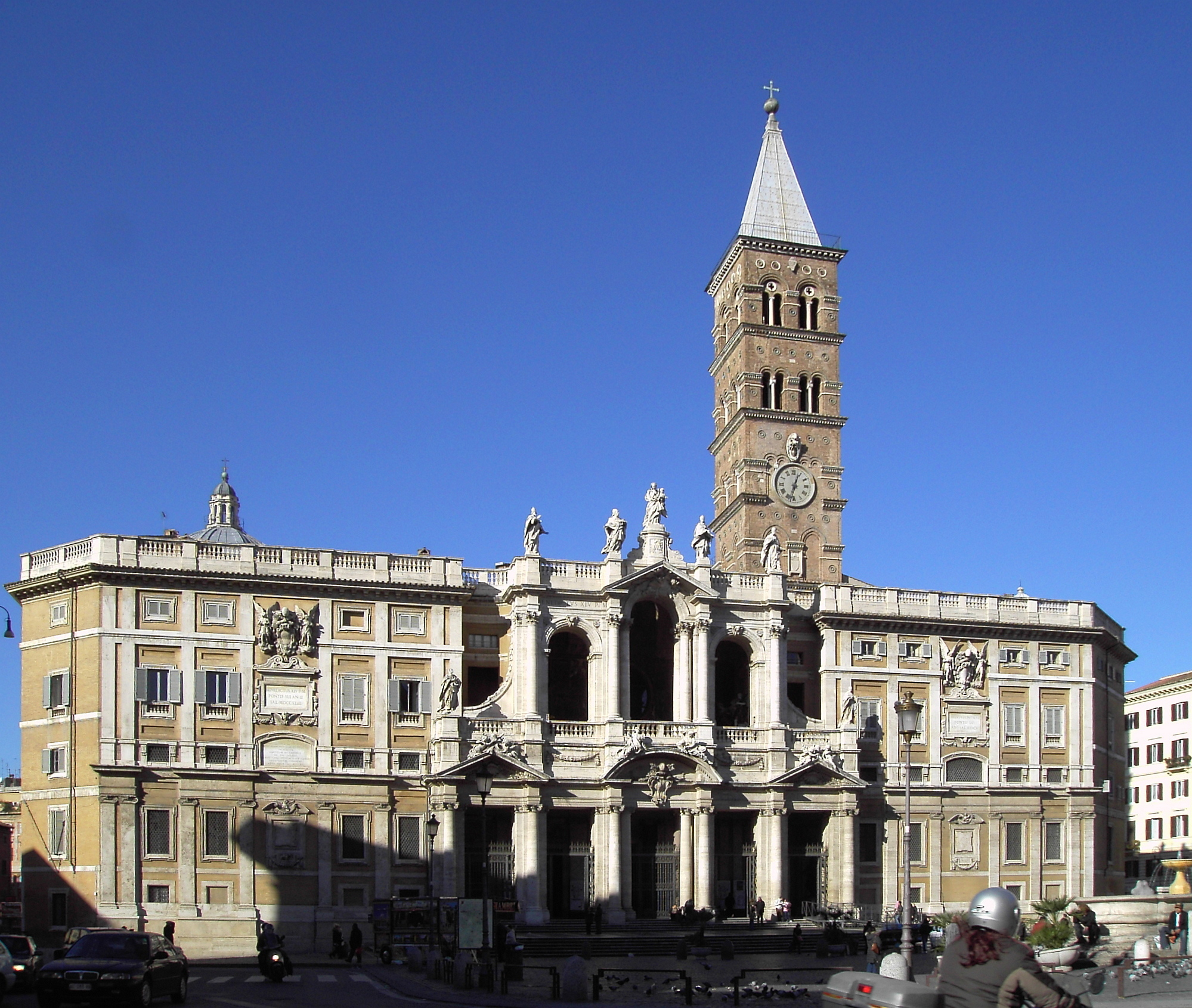
大殿正面
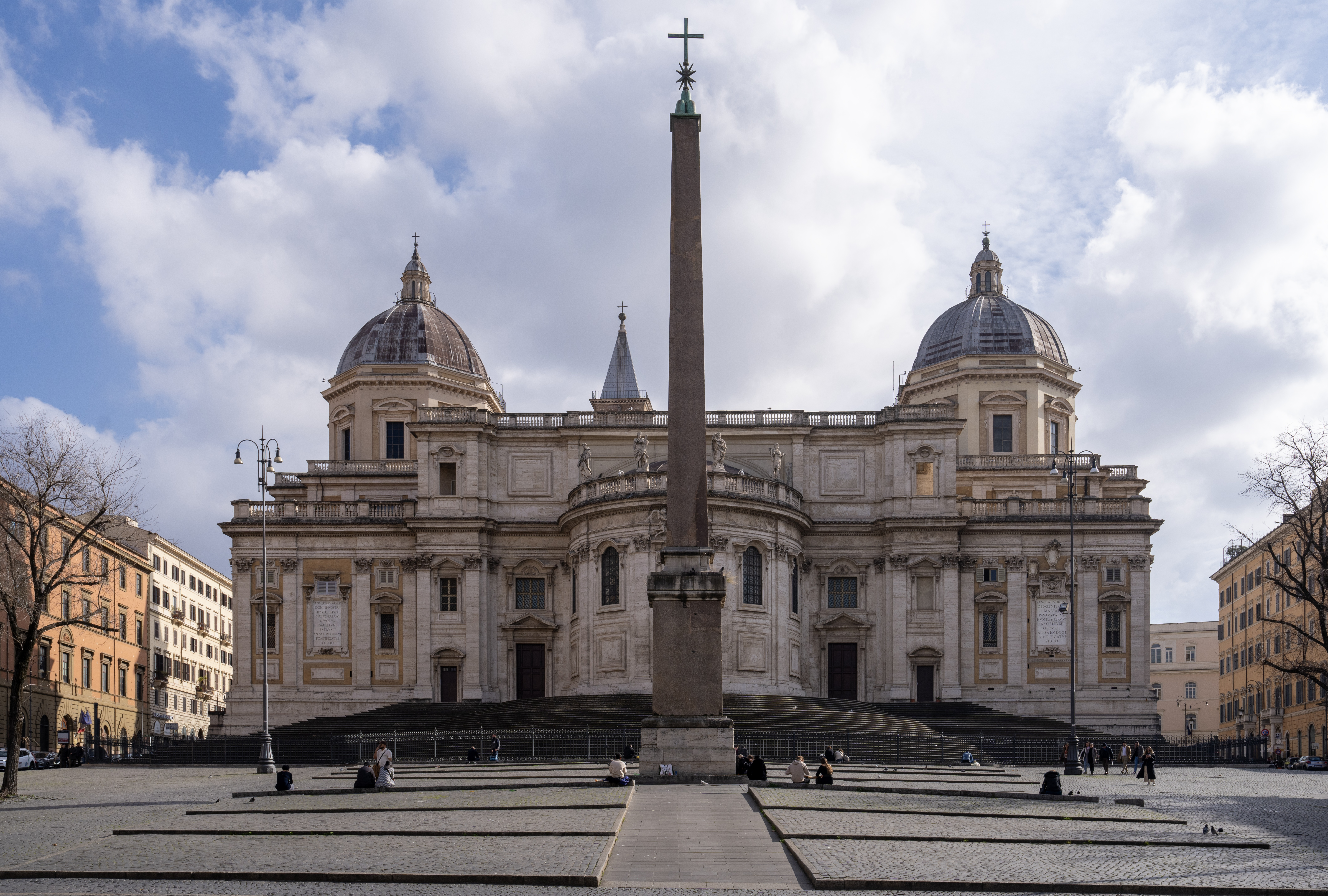
大殿後面的廣場
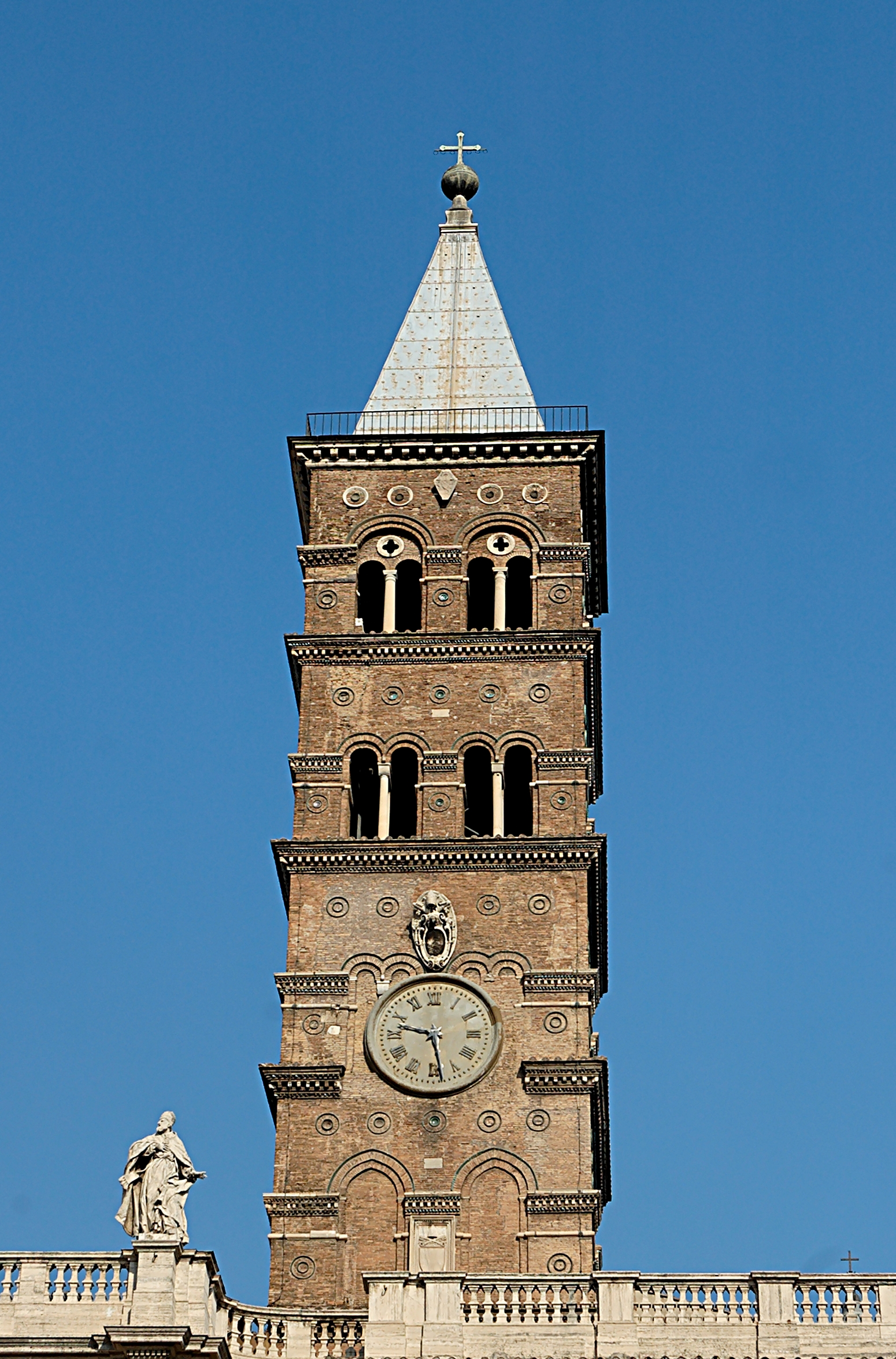
钟楼
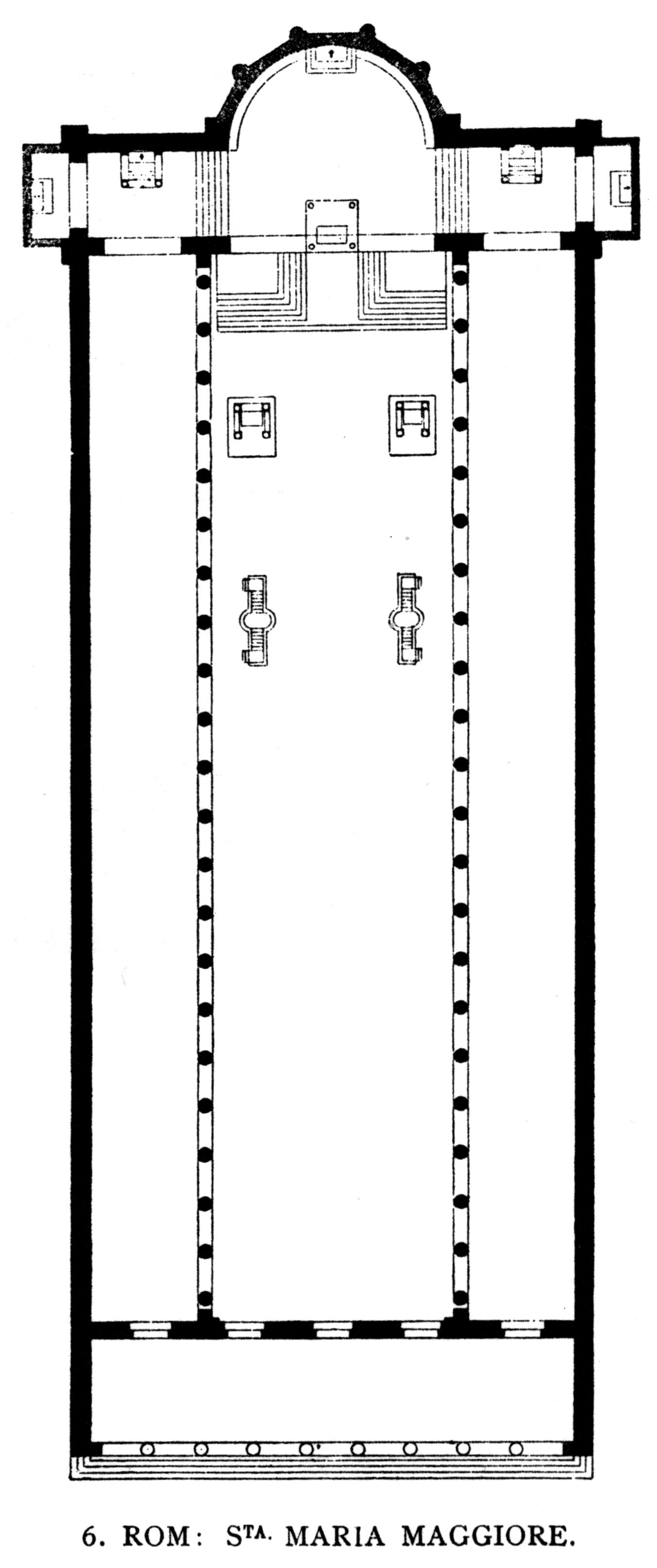
平面结构
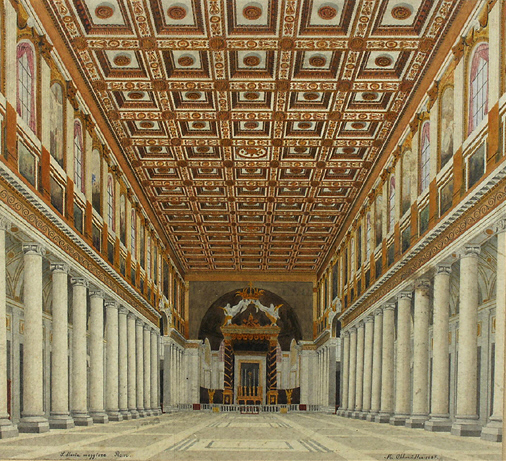
主殿
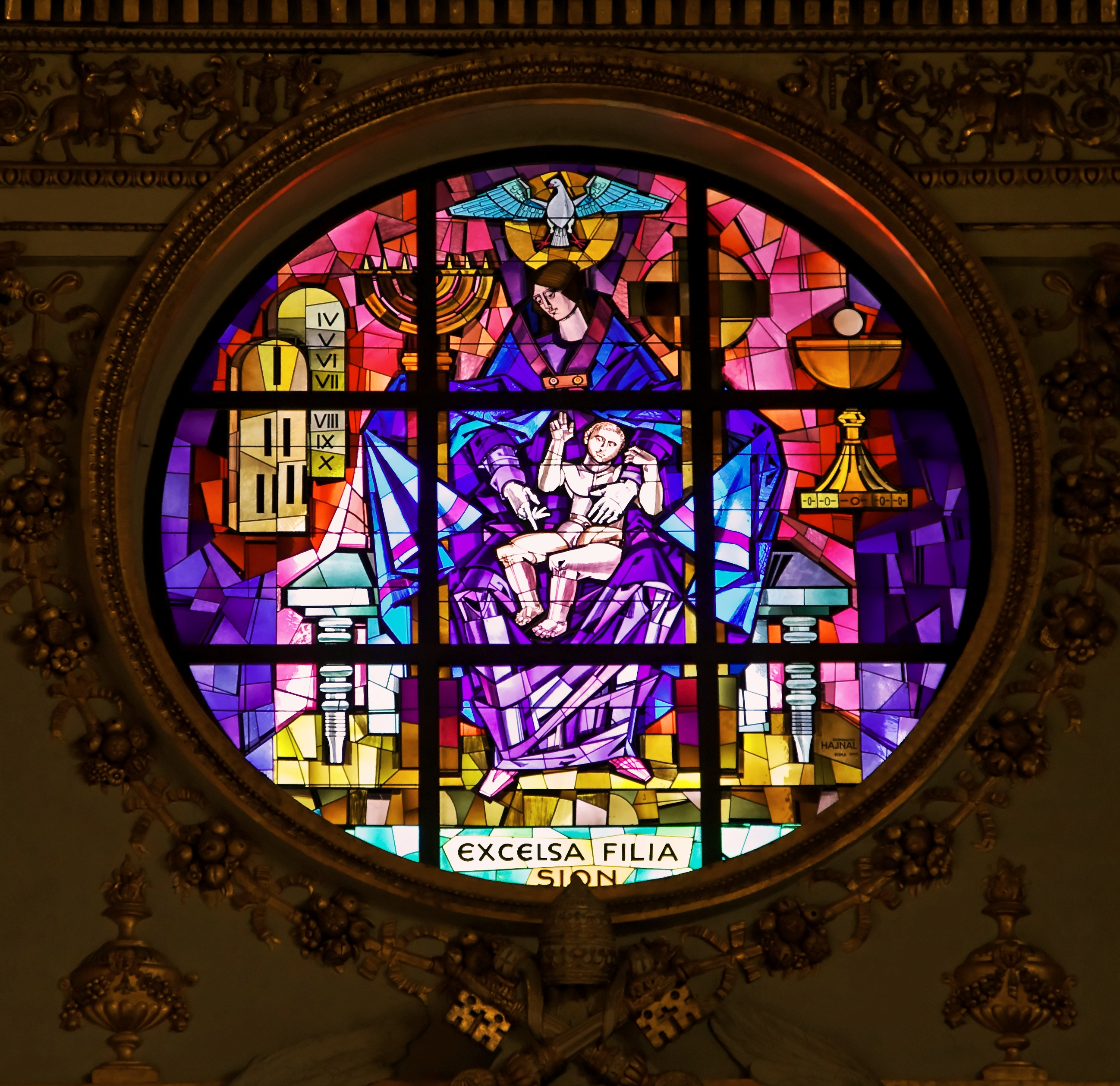
彩画玻璃
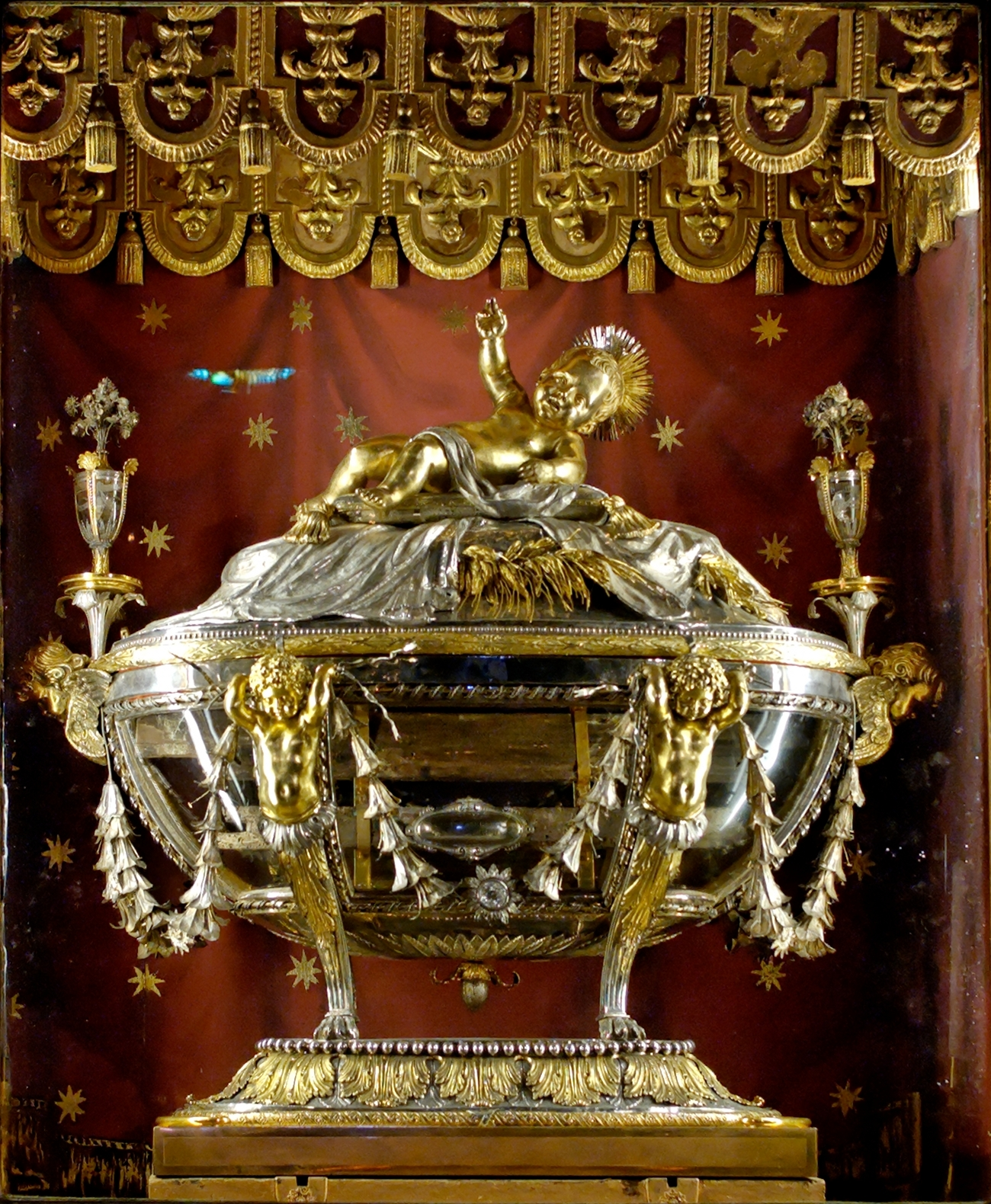
圣婴摇篮

### 註腳
1. ↑  Major Basilica of St. Mary Major, （页面存档备份，存于） St. Mary Major Basilica, （页面存档备份，存于） Dedication of St. Mary Major Basilica, 美國國會圖書館的存檔，存档日期2005-04-22 Boston Magazine. （页面存档备份，存于），拉丁文：Basilica Sanctae Mariae or Mariae Majoris （页面存档备份，存于）
2. ↑  .   [2008-11-12]. （原始内容存档于2015-12-26）.
3. ↑  马杰奥尔圣母堂[永久]
4. ↑  . www.sacred-destinations.com.   [2020-04-24]. （原始内容存档于2020-12-18）.
5. ↑  Maggiore意为“主要的”
6. ↑  .   [2009-09-27]. （原始内容存档于2020-09-02）.
7. ↑  .   [2009-09-26]. （原始内容存档于2009-06-16）.
8. ↑  .   [2009-09-26]. （原始内容存档于2013-05-21）.